# Новоукраїнське нафтогазоконденсатне родовище
Новоукраїнське нафтогазоконденсатне родовище — належить до Машівсько-Шебелинського газоносного району Східного нафтогазоносного регіону України.

## Опис
Розташоване в Полтавській області на відстані 15 км від м. Чутове.
Знаходиться в центральній частині приосьової зони Дніпровсько-Донецької западини в межах Чутівсько-Розпашнівського соляного валу. Новоукраїнський блок виявлений у 1970 р.
Структура являє собою приштокову монокліналь, що занурюється на схід у напрямку Степанівської депресії, обмежену з півд., півн. та зах. соляним діапіром. У межах монокліналі виділяють два різні за будовою блоки, розділені субмеридіональним конседиметаційним скидом амплітудою 450 м. У 1975 р. з відкладів башкирського ярусу середнього карбону з інт. 3812-4294 м отримано перший промисловий приплив нафти.
Поклади пластові або масивно-пластові, тектонічно екрановані. Режим покладів газовий.
Експлуатується з 1977 р. Запаси початкові видобувні категорій А+В+С1: нафти — 725 тис. т; розчиненого газу — 141 млн. м³; газу — 4605 млн. м³; конденсату — 145 тис. т. Густина дегазованої нафти 851 кг/м³. Вміст сірки у нафті 0,2726 мас.%.